# Thảo mộc

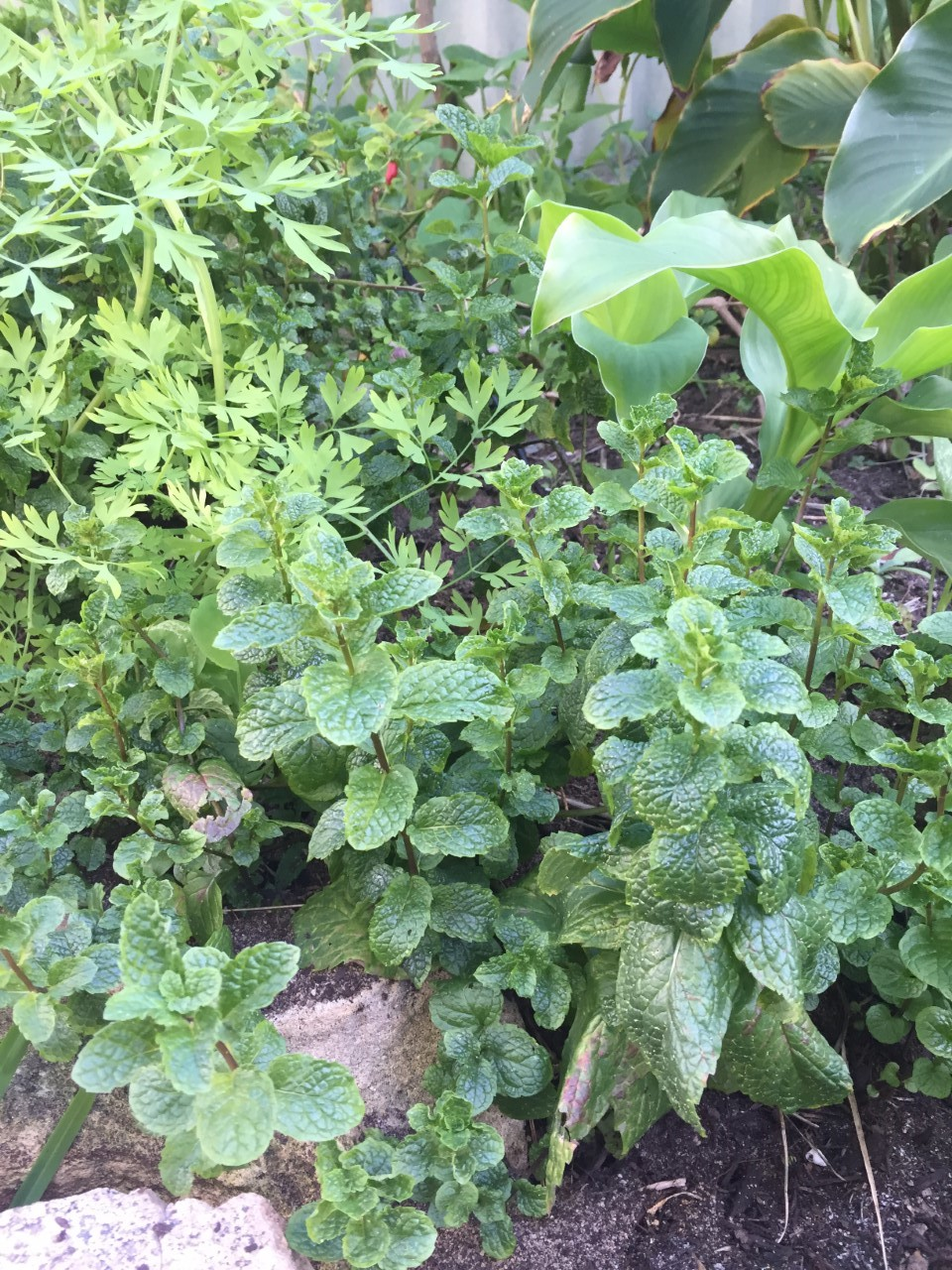
Nhiều loại thảo mộc có mặt trong khu vườn này, gồm cả bạc hà.

Thảo mộc là một nhóm thực vật được phân bố rộng rãi và đại trà, ngoại trừ rau và các loại thực vật khác được tiêu thụ để cung cấp chất dinh dưỡng, với đặc tính thơm dùng để tạo hương vị và trang trí thực phẩm, nhằm mục đích y học hoặc làm nước hoa. Nếu dùng để chế biến thì thường phân biệt thảo mộc với gia vị. Thảo mộc thường chỉ đến các bộ phận lá xanh hoặc hoa của cây (tươi hoặc khô), trong khi các gia vị thường được sấy khô và sản xuất từ các bộ phận khác của cây như hạt, vỏ cây, rễ và quả.
Thảo mộc có nhiều cách sử dụng như chế biến, dược liệu, hương thơm và trong một số trường hợp là tinh thần. Cách dùng thông dụng của thuật ngữ "thảo mộc" khác nhau giữa các loại thảo mộc chế biến và dược liệu; trong sử dụng y học hoặc tinh thần, bất kỳ bộ phận nào của cây cũng có thể được xem là "thảo mộc", gồm lá, rễ, hoa, hạt, vỏ rễ, vỏ trong (và tầng sinh mạch), nhựa và vỏ ngoài.
Trong thực vật học, danh từ "thảo mộc" dùng để chỉ một "thực vật không tạo ra thân gỗ" và tính từ "thân thảo" có nghĩa là "giống như thảo mộc", dùng để chỉ các bộ phận của cây có màu xanh và kết cấu mềm".
--Alcuin và cậu học trò Charlemagne

## Định nghĩa

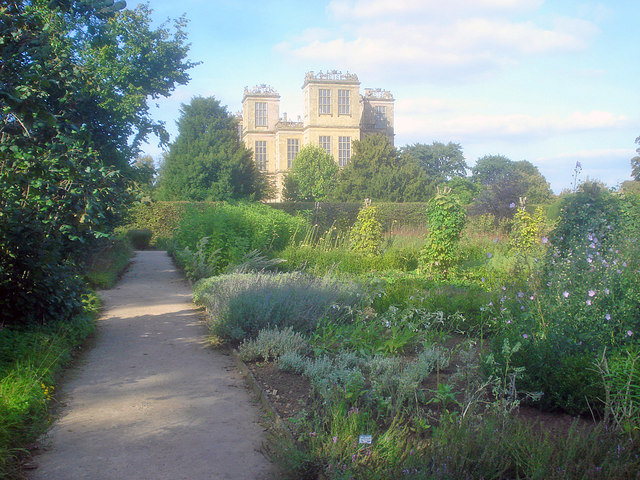
Khu vườn thảo mộc tại Hardwick Hall, Derbyshire, Anh, ban đầu được Quý bà Louisa Egerton trồng vào những năm 1870, giờ đây được National Trust tái tạo, phần lớn dựa theo thiết kế gốc.

Trong thực vật học, thuật ngữ thảo mộc dùng để chỉ một loại cây thân thảo, tức được định nghĩa là một cây nhỏ, có hạt, không có thân gỗ, trong đó tất cả các bộ phận trên mặt đất chết đi vào cuối mỗi mùa sinh trưởng. Thông thường thuật ngữ này chỉ cây lâu năm, mặc dù cây thân thảo cũng có thể là cây hàng năm (cây chết vào cuối mùa sinh trưởng và mọc lại từ hạt vào năm sau), hoặc cây hai năm. Thuật ngữ này trái ngược với cây bụi và cây thân gỗ. Cây bụi và cây thân gỗ cũng được xác định theo kích thước, trong đó cây bụi cao dưới 10 mét còn cây thân gỗ có thể cao hơn 10 mét. Từ herbaceous (thân thảo) có nguồn gốc từ tiếng Latin herbaceus nghĩa là "cỏ", nguồn gốc từ herba (cỏ, thảo mộc).
Một ý nghĩa khác của thuật ngữ thảo mộc có thể là chỉ nhiều loại thực vật hơn, với mục đích chế biến, trị liệu hoặc các mục đích khác. Ví dụ, một số thảo mộc được mô tả phổ biến nhất như cây xô thơm, hương thảo và oải hương sẽ bị loại khỏi định nghĩa thực vật học về thảo mộc vì chúng không chết hàng năm và chúng có thân gỗ. Theo nghĩa rộng hơn, thảo mộc có thể là cây thân thảo lâu năm nhưng cũng có thể là cây thân gỗ, cây bụi thấp, cây bụi, cây hàng năm, dây leo, dương xỉ, rêu, tảo, địa y và nấm. Ngành thảo dược học có thể sử dụng không chỉ thân và lá mà còn cả quả, rễ, vỏ cây và nướu. Do đó, một định nghĩa về thảo mộc là một loại cây được sử dụng cho con người, mặc dù định nghĩa này có vấn đề vì nó có thể bao gồm rất nhiều loại thực vật thường không được mô tả là thảo mộc.

## Lịch sử
Nhà triết học Hy Lạp cổ đại Theophrastus đã chia thế giới thực vật thành cây thân gỗ, cây bụi và thảo mộc. Thảo mộc được chia làm ba nhóm, đó là thảo mộc trong chậu (ví dụ như hành tây), thảo mộc ngọt (ví dụ như cỏ xạ hương) và thảo mộc làm salad (ví dụ như cần tây hoang dã). Trong thế kỷ XVII, khi nhân giống chọn lọc làm thay đổi kích thước và hương vị của thực vật khỏi cây dại, thảo mộc trong chậu bắt đầu được gọi là rau vì chúng không còn được coi là chỉ phù hợp với chậu.
Thực vật học và nghiên cứu về thảo mộc trong giai đoạn sơ khai chủ yếu là nghiên cứu về công dụng dược lý của thực vật. Trong thời Trung Cổ, khi thuyết dịch thể là kim chỉ nam của y học, người ta cho rằng thực phẩm sở hữu đặc tính dịch thể của riêng chúng, có thể thay đổi tính khí của con người. Rau mùi tây và cây xô thơm thường được dùng chung trong nấu ăn thời Trung Cổ, chẳng hạn như trong nước dùng gà, nổi tiếng là một loại thực phẩm trị liệu vào thế kỷ 14. Một trong những loại nước sốt phổ biến nhất thời bấy giờ, nước sốt xanh, được làm với rau mùi tây và thường là cả cây xô thơm. Trong một công thức nấu ăn từ thế kỷ 14 được ghi lại bằng tiếng Latinh "dành cho các lãnh chúa, để giải quyết tính khí và kích thích sự thèm ăn của họ", nước sốt xanh được phục vụ với một đĩa pho mát và cả lòng đỏ trứng luộc trong rượu pha loãng với thảo mộc và gia vị.

## Sinh sản
Thảo mộc lâu năm thường được nhân giống bằng cách giâm cành, bất kể là giâm cành gỗ mềm chưa trưởng thành, hoặc giâm gỗ cứng nơi vỏ cây đã được cạo để lộ lớp tượng tầng. Một vết cắt thường sẽ có chiều dài khoảng 3 đến 4 inch. Rễ cây có thể mọc ra từ thân cây. Lá được tước từ phần dưới cho đến một nửa cây trước khi giâm được đặt trong môi trường tăng trưởng hoặc đặt rễ trong một cốc nước. Quá trình này đòi hỏi môi trường có độ ẩm cao, đủ ánh sáng và nhiệt ở vùng rễ.

## Công dụng

### Chế biến

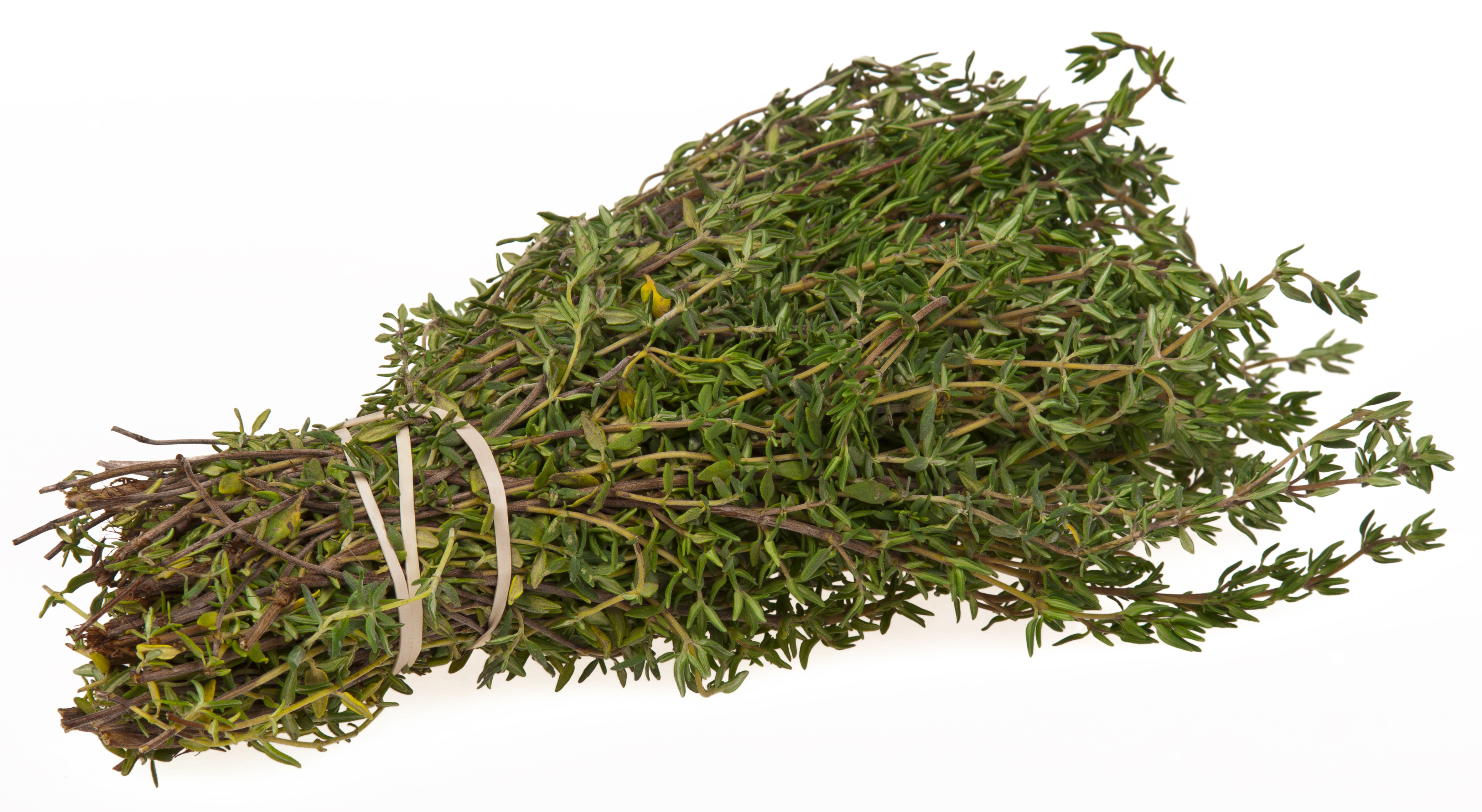
Một bó cỏ xạ hương (Thymus)

Thảo mộc chế biến được phân biệt với rau ở chỗ, giống như gia vị, chúng được sử dụng với số lượng nhỏ và cung cấp hương vị hơn là chất cho thực phẩm.
Thảo mộc có thể là cây lâu năm như cỏ xạ hương, cây xô thơm hoặc oải hương, cây hai năm như rau mùi tây hoặc cây hàng năm như húng quế. Các loại thảo mộc lâu năm có thể là cây bụi như cây hương thảo (Rosmarinus officinalis) hoặc cây thân gỗ như nguyệt quế (Laurus nobilis) – điều này trái ngược với thảo mộc thực vật, mà theo định nghĩa không thể là cây thân gỗ. Một số cây được sử dụng làm cả thảo mộc và gia vị, chẳng hạn như cỏ thì là và hạt thì là hoặc lá và hạt rau mùi. Ngoài ra còn có một số loại thảo mộc, chẳng hạn như những loại thuộc họ bạc hà, được sử dụng cho cả mục đích chế biến và dược liệu.
Hoàng đế Charlemagne (742–814) đã biên soạn danh sách 74 loại thảo mộc khác nhau sẽ được trồng trong vườn của ông. Mối liên hệ giữa thảo mộc và sức khỏe rất quan trọng đã có từ thời Trung Cổ ở Châu Âu-- The Forme of Cury (nghĩa là "nấu ăn") thúc đẩy việc sử dụng đại trà thảo mộc, kể cả trong món salad, và tuyên bố trong lời nói đầu của cuốn sách "sự đồng ý và lời khuyên của bậc thầy về vật lý và triết học trong Tòa án của nhà vua".

### Trà
Một số thảo mộc có thể được ngâm trong nước sôi để pha trà thảo mộc (còn được gọi là tisane). Thông thường, lá, hoa, hạt khô hoặc các loại thảo mộc tươi được sử dụng. Trà thảo mộc có xu hướng được làm từ thảo mộc thơm, có thể không chứa tanin hoặc caffein, và thường không được pha với sữa. Các ví dụ phổ biến bao gồm trà hoa cúc, hoặc trà bạc hà. Trà thảo mộc thường được sử dụng để thư giãn hoặc có thể kết hợp với các nghi lễ.

### Dược phẩm

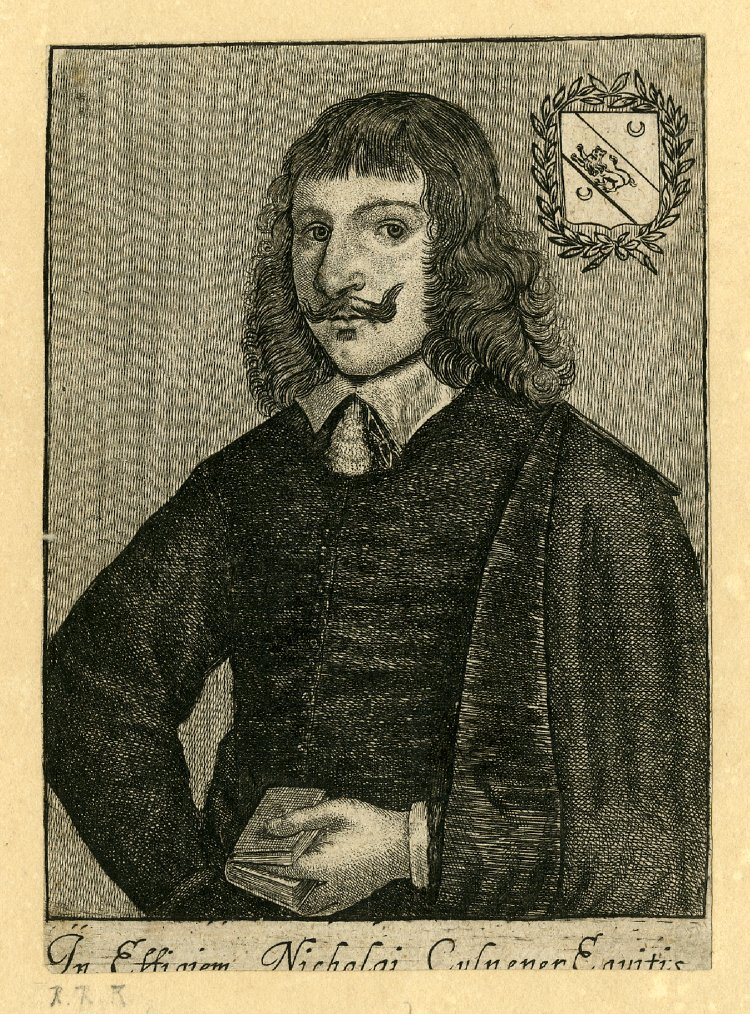
Nicholas Culpeper là một nhà thực vật học, thầy thuốc, nhà chiêm tinh và nhà thảo dược học người Anh. (bản khắc của Richard Gaywood trong khoảng thời gian từ 1644 đến 1662)

Thảo mộc từng được sử dụng trong y học thời tiền sử. Từ năm 5000 trước Công nguyên, bằng chứng cho thấy người Sumer sử dụng thảo mộc trong y học đã được ghi lại trên chữ hình nêm. Vào năm 162 sau Công nguyên, bác sĩ Galen được biết đến với việc pha chế các phương thuốc thảo dược phức tạp có chứa tới 100 thành phần.
Một số thực vật mang chất hóa học có tác dụng đối với cơ thể. Có thể có một số tác động khi tiêu thụ ở mức độ nhỏ, điển hình là "gia vị" trong ẩm thực và một số loại thảo mộc độc hại với số lượng lớn hơn. Ví dụ, một số loại chiết xuất thảo mộc, chẳng hạn như chiết xuất của St. John's-wort (Hypericum perforatum) hoặc kava (Piper methysticum) có thể được sử dụng cho mục đích chữa trị để giảm trầm cảm và căng thẳng. Tuy nhiên, một lượng lớn các loại thảo mộc này có thể dẫn đến quá tải độc tố và các biến chứng, một số có tính chất nghiêm trọng và nên thận trọng khi sử dụng. Các biến chứng cũng có thể phát sinh khi dùng một số loại thuốc theo toa.
Thảo mộc từ lâu đã được sử dụng làm cơ sở của y học cổ truyền Trung Quốc, với việc sử dụng có niên đại từ thế kỷ thứ nhất trước Công Nguyên và rất lâu trước đó. Ở Ấn Độ, hệ thống y học Ayurveda dựa trên thảo mộc. Việc sử dụng thảo mộc để chữa bệnh trong các nền văn hóa phương Tây bắt nguồn từ hệ thống chữa bệnh bằng nguyên tố Hippocrates (Hy Lạp), dựa trên phép ẩn dụ chữa bệnh bằng nguyên tố bậc bốn. Nhà thảo dược học nổi tiếng của truyền thống phương Tây bao gồm Avicenna (Ba Tư), Galen (La Mã), Paracelsus (Đức Thụy Sĩ), Culpepper (Anh) và các bác sĩ chiết trung thiên về thực vật của thế kỷ 19/đầu thế kỷ 20 của Mỹ (John Milton Scudder, Harvey Wickes Felter, John Uri Lloyd). Dược phẩm hiện đại có nguồn gốc từ thuốc thảo mộc thô, và cho đến ngày nay, một số loại thuốc vẫn được chiết xuất dưới dạng các hợp chất phân đoạn/phân lập từ thảo mộc thô và sau đó được tinh chế để đáp ứng các tiêu chuẩn dược phẩm.
Một số thảo mộc có chứa các đặc tính thần kinh đã được con người sử dụng cho cả mục đích tôn giáo và giải trí kể từ đầu kỷ nguyên Holocene, đáng chú ý là lá và chiết xuất của cây cần sa và cây coca. Lá của cây coca đã được người dân ở các xã hội phía bắc Peru nhai trong hơn 8.000 năm, trong khi việc sử dụng cần sa như một chất kích thích thần kinh đã có ở Trung Quốc (thế kỉ thứ nhất) và Bắc Phi (thế kỷ thứ 3).
Người Úc bản địa đã phát triển "thuốc từ cây bụi" dựa trên những thực vật sẵn có đối với họ. Sự cô lập của các nhóm này tức là các phương thuốc được phát triển dành cho những bệnh ít nghiêm trọng hơn nhiều so với các bệnh phương Tây mà họ mắc phải trong thời kỳ thuộc địa. Các thảo mộc như bạc hà sông, cây keo và bạch đàn được sử dụng để chữa ho, tiêu chảy, sốt và đau đầu.

### Nghi thức

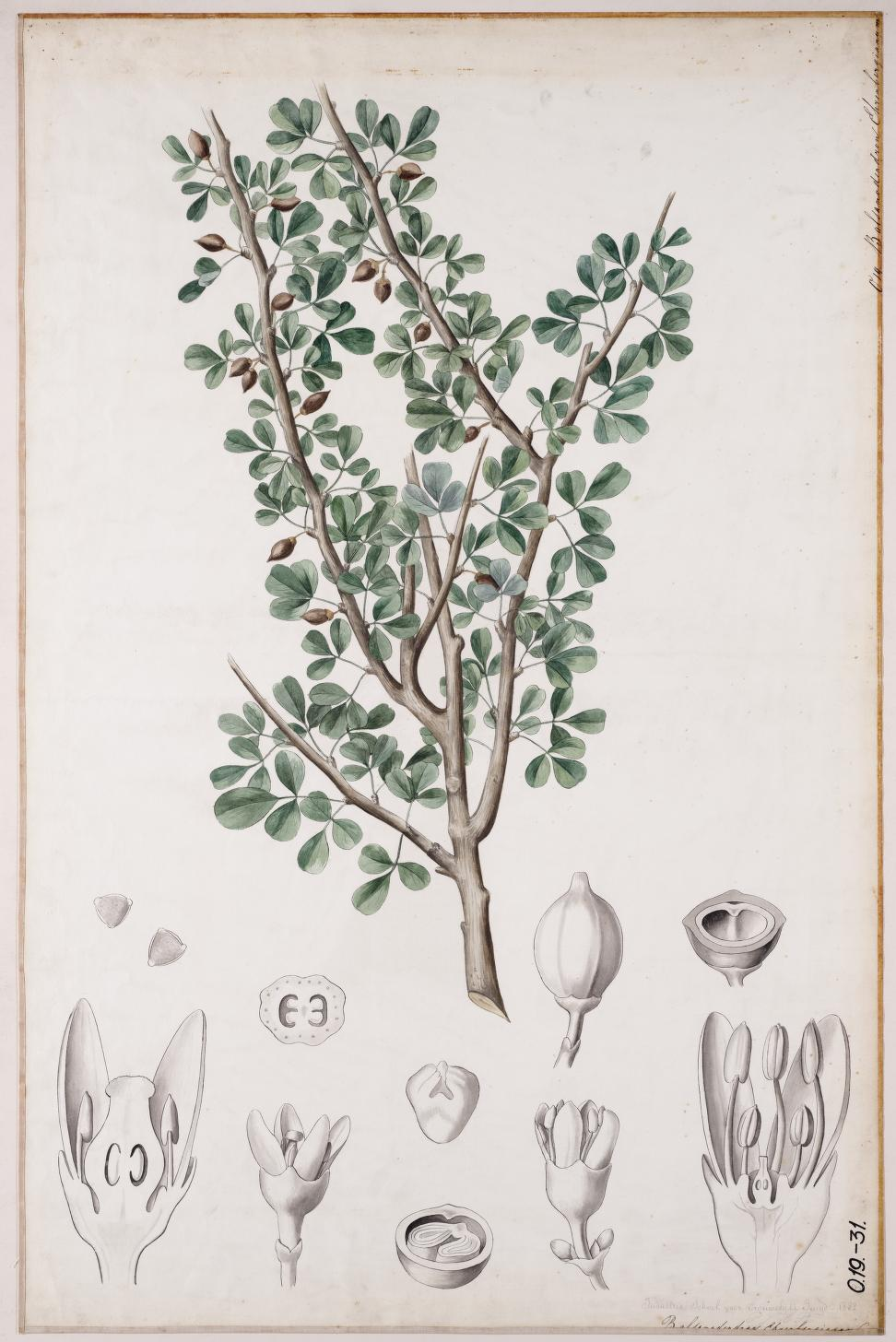
Commiphora gileadensis (Gilead myrrh)

Thảo mộc được sử dụng trong nhiều tôn giáo. Trong thời kỳ tu viện, các nhà sư sẽ trồng thảo mộc cùng với rau, trong khi những loại khác sẽ được dành riêng trong một vườn thuốc cho các mục đích cụ thể. Ví dụ, mộc dược (Commiphora myrrha) và nhũ hương (loài Boswellia) trong tôn giáo Hy Lạp hóa, 9 bùa thảo mộc trong ngoại giáo Anglo-Saxon, lá neem (Azadirachta indica), lá húng quế (Aegele marmelos , húng quế hoặc tulsi (Ocimum tenuiflorum), nghệ hoặc "haldi" (Curcuma longa), cần sa trong Ấn Độ giáo và cây xô thơm trắng trong Wicca. Rastafari cũng coi cần sa là một loại cây thánh.

### Mỹ phẩm
Ban đầu, luôn có sự nghi ngờ trong các xã hội cổ đại, đặc biệt là trong môi trường hoài nghi của các truyền thống phương Tây về hiệu quả của thuốc thảo dược. Việc sử dụng mỹ phẩm thảo dược có từ khoảng 6 thế kỷ trước ở các nước châu Âu và phương Tây. Hỗn hợp và bột nhão thường được pha chế để làm trắng da mặt. Trong suốt những năm 1940, mỹ phẩm thảo dược bắt đầu nổi lên với màu son đỏ nổi bật, mỗi năm lại có một màu đỏ đậm hơn. Mỹ phẩm thảo dược có nhiều dạng, chẳng hạn như kem thoa mặt, tẩy tế bào chết, son môi, nước hoa tự nhiên, phấn phủ, dầu dưỡng thể, chất khử mùi và kem chống nắng. Chúng kích hoạt thông qua biểu mô của tuyến bã nhờn để làm cho da mềm mại hơn. Các loại dầu Ayurvedic được sử dụng rộng rãi ở Ấn Độ, được đánh giá cao vì đặc tính tự nhiên mang lại sức khỏe.

### Khác
Các cây thảo mộc (rải rác) trên tầng của nơi ở và các tòa nhà khác. Những cây như vậy thường có mùi thơm hoặc làm se, và nhiều loại cũng được dùng làm thuốc trừ sâu (ví dụ như đuổi bọ chét) hoặc chất khử trùng. Ví dụ, cỏ thơm (Filipendula ulmaria) đôi khi được rải khắp các tầng vào thời Trung Cổ vì mùi thơm của nó.